# Arné
Arné település Franciaországban, Hautes-Pyrénées megyében. Lakosainak száma 182 fő (2022. január 1.). Arné Monléon-Magnoac, Monlong, Réjaumont, Uglas és Boudrac községekkel határos.

## Népesség
A település népességének változása:
| Lakosok száma | 213  | 214  | 220  | 213  | 210  | 206  | 198  | 190  | 182  |
|               | 2013 | 2015 | 2016 | 2017 | 2018 | 2019 | 2020 | 2021 | 2022 |